# 1929 en architecture
| Années de l'architecture : 1926 - 1927 - 1928 - 1929 - 1930 - 1931 - 1932    |
| Décennies de l'architecture : 1890 - 1900 - 1910 - 1920 - 1930 - 1940 - 1950 |

Cet article présente les faits marquants de l'année 1929 en architecture.

## Réalisations
- 7 septembre : pose de la première pierre du Palais des Nations à Genève[1].
- Ludwig Mies van der Rohe construit le pavillon allemand de Barcelone.
- Richard Neutra construit la Lovell House à Los Angeles.
- Livraison du sanatorium de Paimio en Finlande par Alvar Aalto.
- Début des travaux du Rockefeller Center à New York.
- La fontaine d'Hispalis est installée sur la place Puerta de Jerez à Séville.
- Inauguration de la Casa Ferran Guardiola à Barcelone.
- Pavillon de la Colombie pour l'Exposition ibéro-américaine à Séville.
- Synagogue de Vérone en Italie.

## Événements
- Second Congrès International d'Architecture Moderne, à Francfort.

## Récompenses
- AIA Gold Medal : Milton Bennett Medary.
- Royal Gold Medal : Victor Laloux.
- Prix de Rome : Jean Niermans premier grand prix, Germain Grange premier second grand prix.

## Naissances
- 28 février : Frank Gehry.
- 4 décembre : Hans-Joachim Pysall, architecte allemand, mort le 26 avril 2019.

## Décès
- 25 janvier : Ralph Knott (° 1878).
- 24 février : Lucien Weissenburger (° 2 mai 1860).
- 4 avril : Francis Conroy Sullivan (° 2 juillet 1882).
- 31 mai : Aníbal González (° 10 juin 1876).
- 14 juillet : Adolf Meyer (° 17 juin 1881).
- 15 octobre : Émile Bénard (° 1844).
- Jules Lavirotte (° 25 mars 1864).